# IV. třída okresu Trutnov 2007/2008
V utkáních IV. třídy okresu Trutnov 2007/2008, jedné ze skupin 10. nejvyšší fotbalové soutěže v Česku, se utkalo 13 týmů dvoukolovým systémem podzim – jaro. Tento ročník začal v srpnu 2007 a skončil v červnu 2008.
Postup do III. třídy okresu Trutnov 2008/2009 si zajistily první dva týmy TJ Sokol Černý Důl a TJ Sokol Dolní Branná. Nesestoupil nikdo, IV. třída byla nejnižší fotbalovou soutěží okresu. 

## Konečná tabulka IV. třídy okresu Trutnov 2007/2008
| Poř. | Tým                   | Z  | V  | R | P  | VG  | OG | B  |
| ---- | --------------------- | -- | -- | - | -- | --- | -- | -- |
| 1.   | TJ Sokol Černý Důl    | 24 | 19 | 2 | 3  | 130 | 34 | 59 |
| 2.   | TJ Sokol Dolní Branná | 24 | 17 | 4 | 3  | 95  | 24 | 55 |
| 3.   | TJ Sokol Prosečné     | 24 | 16 | 6 | 2  | 55  | 29 | 54 |
| 4.   | TJ Jiskra Bernartice  | 24 | 13 | 4 | 7  | 61  | 39 | 43 |
| 5.   | FC Libotov            | 24 | 11 | 4 | 9  | 61  | 51 | 37 |
| 6.   | TJ Jiskra Lampertice  | 24 | 10 | 2 | 12 | 46  | 50 | 32 |
| 7.   | FK Borovnice          | 24 | 8  | 6 | 10 | 50  | 59 | 30 |
| 8.   | TJ Sokol Chotěvice    | 24 | 8  | 3 | 13 | 45  | 66 | 27 |
| 9.   | TJ Jiskra Podhůří „B“ | 24 | 8  | 3 | 13 | 47  | 98 | 27 |
| 10.  | FK Chvaleč            | 24 | 7  | 3 | 14 | 52  | 80 | 24 |
| 11.  | AFK Velká Úpa         | 24 | 7  | 2 | 15 | 34  | 67 | 23 |
| 12.  | TJ Jiskra Kuks        | 24 | 6  | 3 | 15 | 36  | 67 | 21 |
| 13.  | TJ Spartak Hajnice    | 24 | 4  | 2 | 18 | 32  | 80 | 14 |

Poznámky:
- Z = Odehrané zápasy; V = Vítězství; R = Remízy; P = Prohry; VG = Vstřelené góly; OG = Obdržené góly; B = Body; (S) = Mužstvo sestoupivší z vyšší soutěže

|  | Postup do III. třídy okresu Trutnov 2008/2009 |